# 河西走廊

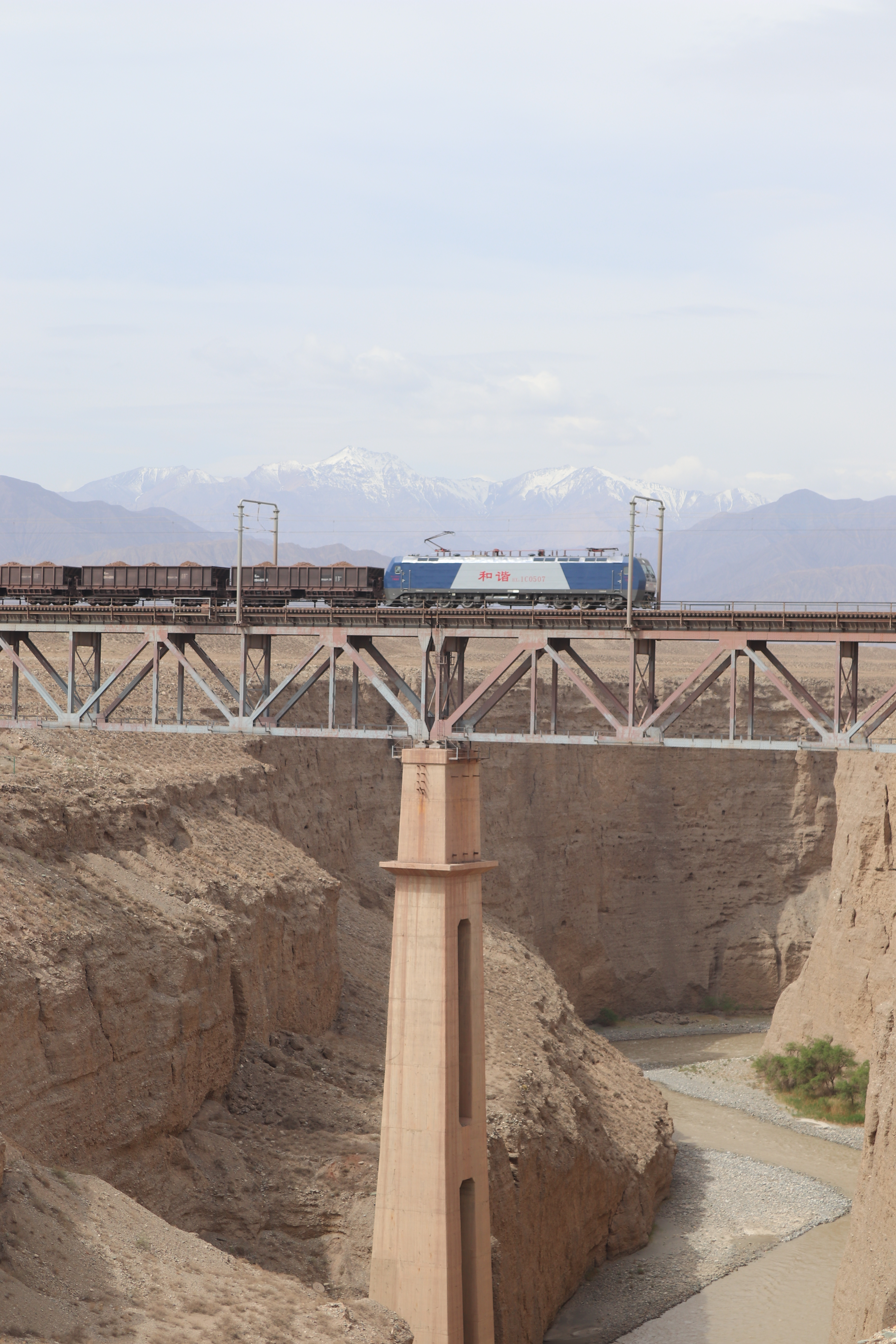
嘉峪关嘉镜铁路北大河大桥，背景为祁连山

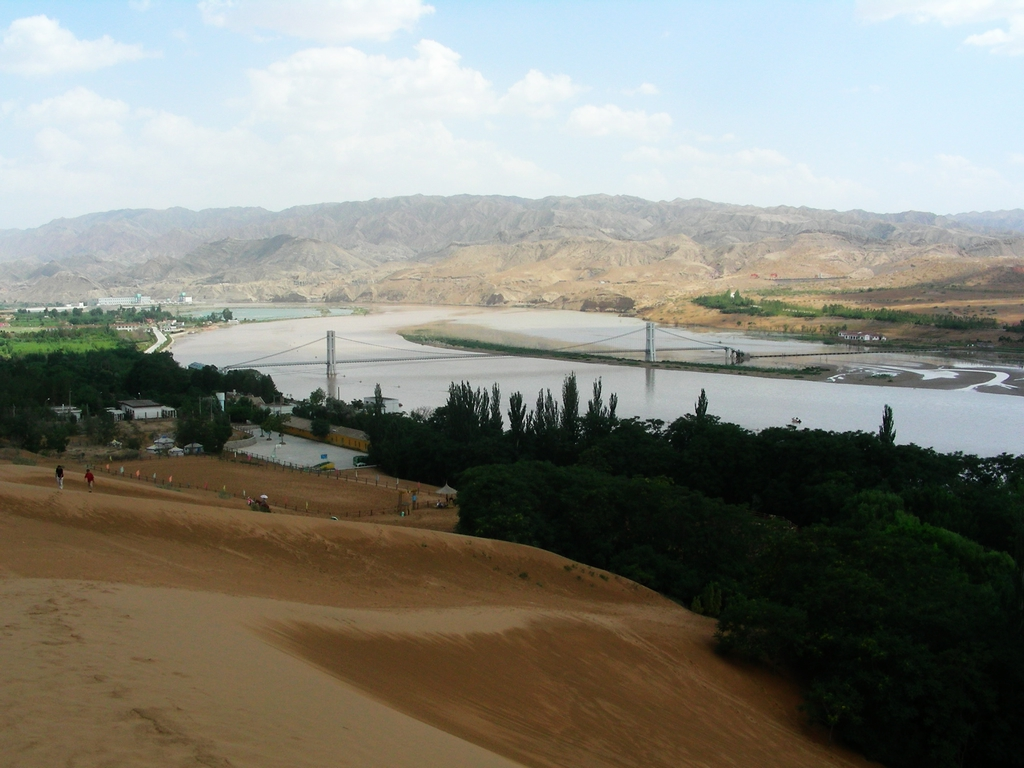
寧夏境內

河西走廊，故称河右、河西、凉州、雍州，凉州州治，雍州州治所在，是位於中国西北呈西北—東南走向连接塔里木盆地和陇西的狹長狀平原，广义上还包括昆仑山以北的柴达木盆地，因为地处黃河河套以西，又是夹在青藏高原和蒙古高原之间适合成规模陆上运输的唯一通道，是汉地通往西域的必经之路，故而得名。河西走廊主要由石羊河、黑河和疏勒河河谷及其支流的洪泛平原组成，其範圍是東起贺兰山南端的黃河西套，西至罗布泊和吐魯番盆地，南北介於南山（祁連山和阿爾金山）和北山（龍首山、合黎山和馬鬃山）与阿拉善高原之間，北部可经居延海沿着草原丝绸之路进入漠北，長約900（560英里），寬數公里至近百公里不等。河西走廊地跨现今的甘肃、宁夏、内蒙古、新疆、青海五省辖区，由於大部分在甘肃境内，故又稱“甘肅走廊”。
河西走廊最早为月氏领地，在老上单于时期被匈奴占领，在西汉中期因为张骞出使西域，漢武帝派遣霍去病击败匈奴休屠王、浑邪王两部，開闢河西设立武威、张掖、酒泉、敦煌四郡，河西走廊成为中原連接西域（以及后来的西域都护府）的贸易通道，為古代北丝绸之路东端的关键部分，是古代中國漢地同西方世界進行政治、經濟、文化交流的重要國際通道，在大部分中國歷史時期，河西走廊一直是中國大一統王朝的西北端。漢朝、唐朝、元朝、明朝及清朝均控制過河西走廊。

## 气候
氣候為乾燥少雨（因距海遙遠）屬於溫帶沙漠氣候， 但夏季可利用祁連山的雪水進行綠洲農業。

## 行政区划
地域上包括甘肅省的蘭州（金城郡）、青海省的西宁、内蒙古的额济纳旗和「河西四郡」：武威（古稱涼州）、張掖（甘州）、酒泉（肅州）和敦煌（沙州），不包括在「河西四郡」的还有瓜州、鄯州。
西漢時期，漢武帝開闢河西，「列四郡」即武威郡、張掖郡、酒泉郡、敦煌郡，西汉曾设置过青海的西海郡，东汉设置过居延海的西海郡，后设置西平郡。

## 居民
居住着漢、蒙古、裕固、藏等民族。

## 历史
历史上最早的河西走廊为原始印欧人的一支吐火罗人、月氏和汉藏羌等民族的聚居地。吐火罗人分北路及南路往东方进发，直至受匈奴所阻为止。北路在龟兹及焉耆定居，建立龟兹及焉耆等国，并分别发展出龟兹语及焉耆语。另一支往南路分佈的吐火罗人则曾建立于阗及东接河西走廊的鄯善等国家。秦末民变时期，月氏实力強大，與蒙古高原東部的東胡部落從兩方面脅迫遊牧於戈壁沙漠南部和阴山一带的匈奴，匈奴曾送人質於月氏。秦末，匈奴質子自月氏逃回，殺父自立為冒頓單，約在前205—前202年冒頓單于時代，匈奴數度擊敗月氏，月氏部落開始西遷，離開河西走廊。前162年，老上單于再度擊敗月氏，佔領河西走廊。月氏部落大舉西遷，擊敗大夏，建立王庭，稱大月氏。而留在原居地的部眾，稱小月氏。小月氏與當地羌族融合，附屬於匈奴右賢王之下。河西走廊成為休屠王與渾邪王的領土。
東漢時，河西走廊一帶的主要非漢族居民，被稱為盧水胡。主要由小月氏組成。此外，湟中也有一支小月氏部落，稱湟中月氏胡；在張掖的小部落，稱義從胡。有學者認為，羯人的祖先可能是由小月氏分支。

## 外部連結
- 河西走廊的由來